# Здравко Єжич
Здравко Єжич (17 серпня 1931 — 19 червня 2005) — югославський ватерполіст.
Учасник Олімпійських Ігор 1952, 1956, 1960 років.
Срібний призер Олімпійських ігор 1952, 1956 років.